# قلوب عند المرافئ (مسلسل)
قلوب عند المرافئ مسلسل كويتي، من إخراج صلاح العوري، وتأليف علي حرب.

## الممثلين
هذه قائمة لبعض الممثلين الذي شاركوا في المسلسل:
- أحمد الصالح.
- مريم الصالح.
- إبراهيم الحربي.
- هدى حسين.
- منى عيسى.
- أحمد مساعد.
- زينب الضاحي.
- قحطان القحطاني.
- عبير الجندي.[1]